# كيمبرلي ريفيرا
كيمبرلي ريفيرا (بالإنجليزية: Kimberly Rivera)‏ هي عسكري أمريكية، ولدت في 1982.